# Philolochma celaenochroa
Philolochma celaenochroa är en fjärilsart som beskrevs av Turner 1914. Philolochma celaenochroa ingår i släktet Philolochma och familjen mätare. Inga underarter finns listade i Catalogue of Life.